# DJMAX Portable CLAZZIQUAI EDITION
디제이맥스 포터블 클래지콰이 에디션(DJMAX Portable CLAZZIQUAI EDITION, DMP CE)은 대한민국의 게임 개발사인 펜타비전에서 개발한 음악 게임이다. 메트로 프로젝트의 두 번째 작품 중 두 번째 플랫폼으로 온라인 게임으로 만들어진 디제이맥스를 플레이스테이션 포터블용으로 이식한 디제이맥스 포터블 2의 후속작이며, 대한민국의 대중음악 그룹 클래지콰이의 곡이 대거 수록되는 라이트 유저를 위한 별도의 디제이맥스 포터블 타이틀이다. 2008년 10월 1일 현재 신형 PSP와 함께 수록된 합본팩의 예약판매가 10월 16일부터 예정되어 있으며, 10월 14일 초회판 예약 판매와 함께 대한민국에 10월 24일 발매되었다.
게임 플레이 도중 일시 정지를 하였다가 재개할 경우 배경음악의 싱크가 밀리거나, PSP의 메인 화면인 XMB로 돌아갈 때 화면이 정지된 채 PSP가 동작하지 않는 등 적지 않은 버그가 알려졌으며, 이를 수정하고 세세한 부분을 수정한 확장팩이 플래티넘 크루 홈페이지에서 제품 등록자들을 대상으로 다운로드 형식으로 제공되고 있다.

## 디제이맥스 포터블2와의 차이점
매니악한 측면이 적지 않게 있었던 전작들과는 다르게 신규 유저 및 여성 유저층을 겨냥한 가볍고 쉬운 플레이를 위해 게임 시스템이 간략화된다.
- 새로운 게임모드
- 피버기능의 향상
- 다이나믹한 미션 시스템
- 향상된 앨범모드
- 미디어 인스톨 플레이 기능 지원(메모리스틱에 음악이나 비디오등 로딩의 주 원인이 되는 데이터를 저장해서 빠르게 읽어들이는 기능을 말함)
- 풀 모션 비디오 지원
- 수록곡의 대부분을 클래지콰이의 기존곡들과 DMP CE 전용 신곡, DMT곡으로 구성된다.
- 디제이맥스 테크니카에도 참여하는 015B, 슈가도넛, 가리온 등의 국내 대중가요 뮤지션의 곡들도 함께 수록한다.

## 디제이맥스 포터블 블랙 스퀘어와의 연관성
디제이맥스 포터블 블랙 스퀘어와 링크 디스크 연동시 새로운 HD, MX패턴의 추가, 6bFX모드의 추가등 여러 가지 새로운 기능들이 추가된다.

## 게임 모드
게임 모드에는 클럽투어, 2B, 4BFX, 6BFX 모드가 새로 추가되었으며 기존 입력방법과 플레이방법과는 다소 차이를 보인다. 기존 게임모드는 디제이맥스 포터블 2#게임 모드에서 확인할 수 있다.
- 2b (2Button Play Mode)

초보자를 위해 새로이 만들어진 모드로 2개의 버튼과 아날로그 스틱을 사용하여 플레이하게 된다. 아날로그스틱의 경우 디제이맥스 포터블 2에서 보이던 미리 알려주는 방식이 아닌 노트입력부에 새로이 자리를 차지하여 초보자들도 쉽게 알 수 있다.
- 4BFX (4(6)Button Play Mode)

기존 4키모드에 8키모드에 쓰이던 L,R버튼을 추가하여 더욱 복잡해진 플레이를 요구한다.
- Club Tour(Course Play Mode)

기존 디제이맥스 포터블2의 Xtreme Challange모드를 강화시킨 모드이다. 클럽을 돌아다니며 각각에 걸린 조건을 클리어하는 형식으로 되어있으며 클럽에도 뮤직클럽, 래퍼토리클럽, 미션클럽으로 나뉘어 있다.
- 6BFX (8Button Play Mode)

디제이맥스 포터블 블랙 스퀘어와 링크 디스크를 할 시에 생기는 모드로, 기존 6키모드에 8키모드에 쓰이던 L,R버튼을 추가하여 더욱 복잡해진 플레이를 요구한다. 디제이맥스 포터블 2의 8키 모드와 동일.
단, 링크디스크모드에서 생기는 6BFX는 노말패턴뿐이며, 곡도 41곡이다.

## 역사
- 2008년 9월 2일 - 보도자료를 통해 신작 메트로 프로젝트 디제이맥스 포터블 클래지콰이 에디션, 디제이맥스 포터블 블랙 스퀘어 PV 영상이 공개되었다. 보관됨 2020-09-20 - 웨이백 머신
- 2008년 9월 6일 - 유튜브(youtube)를 통해 클래지콰이 에디션에 추가될 신곡인 Electronics가 업로드 되었다.
- 2008년 10월 2일 - 디제이맥스 포터블 클래지콰이 에디션의 정식 정보가 공개되었다.[깨진 링크(과거 내용 찾기)]
- 2008년 10월 8일 - 보도자료를 통해 10월 24일 발매를 발표했다.  보관됨 2008-10-12 - 웨이백 머신
- 2008년 10월 14일 - 디제이맥스 포터블 클래지콰이 에디션의 예약판매 개시일. 보도자료를 통해 예약판 특전에 대한 정보와 수록곡에 대한 정보, PV영상이 공개되었다.[1][2]
- 2008년 10월 16일 - 디제이맥스 포터블 클래지콰이 에디션이 PSP-3005(신형 PSP)와 함께 예약판매를 시작한다.
- 2008년 10월 24일 - 디제이맥스 포터블 클래지콰이 에디션의 정식발매일로 확정되었다.
- 2008년 11월 19일 - 디제이맥스 포터블 클래지콰이 에디션의 확장팩의 내용이 공개되었다.
- 2008년 12월 26일 - 디제이맥스 포터블 클래지콰이 에디션의 확장팩이 공개되었다.
- 2010년 7월 16일 - 디제이맥스 테크니카1의 플래티넘 크루 서비스가 종료되면서, 랭킹 서비스와 확장팩의 다운로드 서비스가 중단되었다.
- 2010년 9월 - 디제이맥스 포터블 클래지콰이 에디션과 디제이맥스 포터블 블랙스퀘어를 위한 플래티넘 크루 서비스가 재개되었다.

## 버그
디제이맥스 포터블 클래지콰이 에디션에는, 게임플레이에 크고 작은 지장을 주는 여러 가지 버그가 발견되었다. 그리고 2008년 11월 한 일본 유저에 의해 게임 내에 치명적인 버그가 발견되었는데, 해당 버그는 아래를 따르면 발견할 수 있다.
1. 디제이맥스 포터블 클래지콰이 에디션의 확장팩이 설치되어 있지 않거나, 설치되어 있는 상태에서 DATA ACCESS 모드가 OFF로 설정되어 있어야 한다.
2. 아케이드 모드의, 임의의 버튼 모드에 들어가서, 첫 노트가 롱노트이고 첫 노트와 함께 음악과 배경 영상이 재생되는 곡을 선곡
3. 기어가 화면에 나온후, 음악과 배경 영상이 나오기 전에 UMD를 PSP로부터 분리
4. XMB 게임 종료 화면이 나오면 재빨리 HOME 버튼을 누른 후, 화면 상에 떨어지는 롱 노트를 누른다

이 과정을 따라오면, 화면상 롱노트가 무한한 길이로 끝없이 이어져 무한정으로 콤보가 올라가는 현상을 볼 수 있다. 이에 따라, 스코어링의 의미가 퇴색됨으로,

향후 시작될 디제이맥스 포터블 클래지콰이 에디션의 인터넷 랭킹 서비스 상의 차질이 예상되었으나, 디제이맥스 포터블 클래지콰이 에디션의 확장팩을 통한 랭킹 모드 보완으로 이 문제가 해결되었다. 

이 현상이 나타나는 대표적인 곡으로는 전 모드에서 전 패턴이 위 조건을 만족하는 I want You (Composed by Lin-G)가 있다.

## 확장팩
디제이맥스 포터블 클래지콰이 에디션의 버그가 나온 이후, 펜타비전측에서는 수정방안을 내놓게 되고, 11월 19일 확장팩에 대한 내용을 발표하였다. 확장팩은 플래티넘 크루에서 정품등록을 마친 사용자를 대상으로 확장팩을 다운로드하여 설치할 수 있다.
확장팩에서 수정된 부분은 다음과 같다.
- 클럽투어가 시즌2로 바뀌면서 난이도가 올라갔고, 링크디스크로 해금할 수 없는 곡을 해금할 수 있게 되었다.
- 다음 곡들의 패턴이 교체되었다.
  - 4B
    - Creator NM -> MX
    - Freedom NM -> MX
    - First Kiss HD -> MX
    - The Clear Blue Sky NM -> MX
    - DARK ENVY NM -> MX
    - SIN NM -> HD
    - Memory of Beach NM -> HD
    - Landscape NM -> MX

  - 5B
    - Color NM -> HD
    - Electronics NM -> HD
    - 무투 NM -> MX
    - I Want You NM -> HD
    - The Last Dance NM -> HD
    - SuperSonic NM -> MX
    - Elastic Star NM -> MX
    - Play The Future NM -> HD

  - 6B
    - No Way NM -> HD
    - 영원 NM -> MX
    - 너에게 NM -> MX
    - In My Heart NM -> MX
    - Here in the moment NM -> HD
    - Honeymoon NM -> HD
    - Syriana NM -> HD
    - Fate NM -> HD
    - Coastal Tempo NM -> RD
    - The Night Stage -> MX

  - 4B FX
    - Flea NM -> MX
    - Electronics NM -> MX
    - Touch My Body NM -> MX
    - DARK ENVY NM -> MX

확장팩 플레이시 기존 SAVE DATA와의 호환 문제로 클럽투어 Season 2의 클럽이 클리어되어 있을 수 있다. 하지만 SAVE DATA 리셋으로 이 현상을 해결할 수 있다. 또한 다음 이름을 DJ 이름에 입력을 하면 좀 더 쉬운 플레이가 가능하다.
- Horan : 클럽투어에서만 플레이 카운트가 2배로 상승
- Alex : 클럽투어에서만 Gold가 2배로 상승
- Clazzi : 클럽투어에서 미션클럽 클리어시 랭킹이 2배로 상승

## 참고
1. ↑  “예약판 정보와 PV영상 (게임샷)”. 2016년 3월 10일에 원본 문서에서 보존된 문서. 2008년 11월 6일에 확인함.
2. ↑  “수록곡에 대한 정보와 미리듣기 다운로드 (게임샷)”. 2016년 3월 10일에 원본 문서에서 보존된 문서. 2008년 11월 6일에 확인함.